# Massís Esquistós Renà
El Massís Esquistós Renà (en alemany Rheinisches Schiefergebirge) és un massís varisc situat a l'oest d'Alemanya – principalment als estats de Renània-Palatinat i Rin del Nord-Westfàlia –, al sud-est de Bèlgica i a Luxemburg.
És una prolongació de les Ardenes i incorpora a la riba est del Rin les muntanyes de Taunus (880 m) i el Westerwald (464 m) i, a la riba oest, les serralades de Hunsrück (818 m) i d'Eifel (760 m).